# Други погром у Кишињеву
Други погром у Кишињеву догодио се 19. и 20. октобра 1905. у Кишињеву, две и по године након првог погрома у Кишињеву. Био је део таласа погрома који је захватио Руско царство након царевог Октобарског манифеста, проклемованог после неуспеле револуције 1905. године . У погрому је убијено 19 Јевреја, а 56 је рањено.
Погром је почео као демонстрација против царског манифеста, која се претворила у напад на јеврејску четврт. Отпор насиљу су пружиле јеврејске групе за самоодбрану, са делимичним успехом. Кључну улогу у организовању самоодбране имао је кишињевски огранак Tze'irei Zion-а, који је издао позив јеврејској омладини на отпор насиљу.
Између 1902. и 1905. број Јевреја у Кишињеву се смањио са око 60.000 на 53.000 , као последица емиграције.